# Список англомовних країн та регіонів

Поширення англійської мови

Наступний список суверенних держав і територій, де англійська — офіційна мова. Деякі держави зі списку, такі як Велика Британія, Індія, Ірландія, Нова Зеландія, Канада або Філіппіни, використовують англійську мову як офіційну, але крім неї існують інші. Проте в Австралії немає офіційної мови.

## Незалежні держави
| Країна                       | Регіон                      | Населення1 | Найпоширеніша мова? |
| ---------------------------- | --------------------------- | ---------- | ------------------- |
| Антигуа і Барбуда            | Кариби                      | 85000      | Так                 |
| Багамські Острови            | Кариби                      | 331000     | Так                 |
| Барбадос                     | Кариби                      | 294000     | Так                 |
| Беліз                        | Центральна Америка / Кариби | 288000     | Так                 |
| Ботсвана                     | Африка                      | 1882000    | Ні                  |
| Бурунді                      | Африка                      | 10395000   | Ні                  |
| Камерун                      | Африка                      | 18549000   | Ні                  |
| Канада                       | Півн. Америка               | 33531000   | Так                 |
| Острови Кука14               | Океанія                     | 20000      | Так                 |
| Домініка                     | Кариби                      | 73000      | Так                 |
| Еритрея                      | Африка                      | 6234000    | Ні                  |
| Федеративні Штати Мікронезії | Океанія                     | 111000     | Ні                  |
| Фіджі                        | Океанія                     | 828000     | Ні                  |
| Гамбія                       | Африка                      | 1709000    | Ні                  |
| Гана                         | Африка                      | 23478000   | Так                 |
| Гренада                      | Кариби                      | 106000     | Так                 |
| Гаяна                        | Південна Америка / Кариби   | 738000     | Так                 |
| Індія                        | Азія                        | 1247540000 | Ні                  |
| Ірландія                     | Європа                      | 4581000    | Так                 |
| Ямайка                       | Кариби                      | 2714000    | Так                 |
| Кенія                        | Африка                      | 37538000   | Так                 |
| Кірибаті                     | Океанія                     | 95000      | Ні                  |
| Лесото                       | Африка                      | 2008000    | Так                 |
| Ліберія                      | Африка                      | 3750000    | Ні                  |
| Малаві                       | Африка                      | 13925000   | Ні                  |
| Мальта                       | Європа                      | 430000     | Ні                  |
| Маршаллові Острови           | Океанія                     | 59000      | Ні                  |
| Маврикій                     | Африка / Індійський Океан   | 1262000    | Ні                  |
| Намібія                      | Африка                      | 2074000    | Так                 |
| Науру                        | Океанія                     | 10000      | Ні                  |
| Нігерія                      | Африка                      | 218093000  | Так                 |
| Ніуе14                       | Океанія                     | 1600       | Ні                  |
| Пакистан                     | Азія                        | 165449000  | Ні                  |
| Палау                        | Океанія                     | 20000      | Ні                  |
| Папуа Нова Гвінея            | Океанія                     | 6331000    | Ні                  |
| Філіппіни                    | Азія                        | 100617000  | Ні                  |
| Руанда                       | Африка                      | 9725000    | Ні                  |
| Сент-Кіттс і Невіс           | Кариби                      | 50000      | Так                 |
| Сент-Люсія                   | Кариби                      | 165000     | Ні                  |
| Сент-Вінсент і Гренадини     | Кариби                      | 120000     | Так                 |
| Самоа                        | Океанія                     | 188000     | Ні                  |
| Сейшельські Острови          | Африка / Індійський Океан   | 87000      | Ні                  |
| Сьєрра-Леоне                 | Африка                      | 5866000    | Ні                  |
| Сінгапур                     | Азія                        | 5469700    | Так                 |
| Соломонові Острови           | Океанія                     | 507000     | Ні                  |
| Сомаліленд15                 | Африка                      | 3500000    | Ні                  |
| ПАР                          | Африка                      | 52980000   | Так                 |
| Південний Судан              | Африка                      | 8260000    | Ні                  |
| Судан                        | Африка                      | 31894000   | Ні                  |
| Есватіні                     | Африка                      | 1141000    |                     |
| Танзанія                     | Африка                      | 40454000   | Ні                  |
| Тонга                        | Океанія                     | 100000     | Ні                  |
| Тринідад і Тобаго            | Кариби                      | 1333000    | Так                 |
| Тувалу                       | Океанія                     | 11000      | Ні                  |
| Велика Британія              | Європа                      | 63705000   | Так                 |
| Уганда                       | Африка                      | 30884000   | Так                 |
| Вануату                      | Океанія                     | 226000     | Ні                  |
| Замбія                       | Африка                      | 11922000   | Ні                  |
| Зімбабве                     | Африка                      | 13349000   | Так                 |

| Країна        | Регіон           | Населення1 | Найпоширеніша мова? |
| ------------- | ---------------- | ---------- | ------------------- |
| Австралія     | Океанія          | 23520000   | Так                 |
| Нова Зеландія | Океанія          | 4294000    | Так                 |
| США           | Північна Америка | 318224000  | Так                 |

| Країна    | Регіон | Населення1 |
| --------- | ------ | ---------- |
| Бангладеш | Азія   | 150039000  |
| Бруней    | Азія   | 415717     |
| Ізраїль   | Азія   | 8051200    |
| Малайзія  | Азія   | 30018242   |
| Шрі-Ланка | Азія   | 20277597   |

## Території
| Територія                        | Регіон           | Населення1 |
| -------------------------------- | ---------------- | ---------- |
| Акротирі і Декелія               | Європа           | 15700      |
| Американське Самоа11             | Океанія          | 67700      |
| Ангілья                          | Кариби           | 13000      |
| Бермудські Острови9              | Північна Америка | 65000      |
| Британські Віргінські Острови    | Кариби           | 23000      |
| Кайманові Острови                | Кариби           | 47000      |
| Кюрасао                          | Кариби           | 150563     |
| Фолклендські Острови             | Атлантика        | 3000       |
| Гібралтар                        | Європа           | 29257      |
| Гуам4                            | Океанія          | 173000     |
| Гонконг2                         | Азія             | 7097600    |
| Острів Мен8                      | Європа           | 80058      |
| Джерсі6                          | Європа           | 89300      |
| Острів Норфолк                   | Австралія        | 1828       |
| Північні Маріанські Острови7     | Океанія          | 53883      |
| Піткерн13                        | Океанія          | 50         |
| Пуерто-Рико3                     | Кариби           | 3991000    |
| Сінт-Мартен                      | Кариби           | 40900      |
| Острови Теркс і Кайкос           | Кариби           | 26000      |
| Американські Віргінські Острови5 | Кариби           | 111000     |

| Територія                                           | Регіон       | Населення1 |
| --------------------------------------------------- | ------------ | ---------- |
| Британська територія в Індійському океані           | Indian Ocean | 3000       |
| Гернсі10                                            | Європа       | 61811      |
| Монтсеррат                                          | Кариби       | 5900       |
| Острови Святої Єлени, Вознесіння і Тристан-да-Кунья | Атлантика    | 5660       |

| Територія        | Регіон    | Населення1 |
| ---------------- | --------- | ---------- |
| Острів Різдва12  | Австралія | 1508       |
| Кокосові острови | Австралія | 596        |
| Токелау          | Океанія   | 1400       |

## Регіони
| Регіон                   | Країна          | Регіон           | Населення |
| ------------------------ | --------------- | ---------------- | --------- |
| Алабама                  | США             | Північна Америка | 4833722   |
| Аляска                   | США             | Північна Америка | 735132    |
| Аризона                  | США             | Північна Америка | 6626624   |
| Арканзас                 | США             | Північна Америка | 2959373   |
| Каліфорнія               | США             | Північна Америка | 38332521  |
| Колорадо                 | США             | Північна Америка | 5268367   |
| Флорида                  | США             | Північна Америка | 19552860  |
| Джорджія                 | США             | Північна Америка | 9992167   |
| Гаваї                    | США             | Океанія          | 1404054   |
| Айдахо                   | США             | Північна Америка | 1612136   |
| Іллінойс                 | США             | Північна Америка | 12882135  |
| Індіана                  | США             | Північна Америка | 6570902   |
| Айова                    | США             | Північна Америка | 3090416   |
| Канзас                   | США             | Північна Америка | 2893957   |
| Кентуккі                 | США             | Північна Америка | 4395295   |
| Міссісіпі (штат)         | США             | Північна Америка | 2991207   |
| Монтана                  | США             | Північна Америка | 1015165   |
| Небраска                 | США             | Північна Америка | 1868516   |
| Нью-Гемпшир              | США             | Північна Америка | 1323459   |
| Північна Кароліна        | США             | Північна Америка | 9848060   |
| Північна Дакота          | США             | Північна Америка | 723393    |
| Оклахома                 | США             | Північна Америка | 3850568   |
| Саба (острів)            | Нідерланди      | Кариби           | 1991      |
| Сан-Андрес-і-Провіденсія | Колумбія        | Кариби           | 75167     |
| Шотландія                | Велика Британія | Європа           | 5313600   |
| Сінт-Естатіус            | Нідерланди      | Кариби           | 3897      |
| Південна Кароліна        | США             | Північна Америка | 4774839   |
| Південна Дакота          | США             | Північна Америка | 844877    |
| Теннессі                 | США             | Північна Америка | 6495978   |
| Юта                      | США             | Північна Америка | 2900872   |
| Вірджинія                | США             | Північна Америка | 8260405   |
| Уельс                    | Велика Британія | Європа           | 3063456   |
| Вайомінг                 | США             | Північна Америка | 582658    |